# Mistrzostwa Polski w Skokach Narciarskich 1929
10. Mistrzostwa Polski w Skokach Narciarskich – zawody o mistrzostwo Polski w skokach narciarskich, które odbyły się 10 lutego 1929 roku na Wielkiej Krokwi w Zakopanem.
W konkursie o mistrzostwo Polski zwyciężył Bronisław Czech, srebrny medal zdobył Franciszek Cukier, a brązowy - Władysław Mietelski.
Konkurs o mistrzostwo Polski rozegrano w ramach zawodów o mistrzostwo świata, których gospodarzem w 1929 roku było Zakopane.

## Wyniki konkursu
| Miejsce  | Zawodnik                | Klub              | Skok 1 | Skok 2 | Punkty |
| -------- | ----------------------- | ----------------- | ------ | ------ | ------ |
| 1. (10.) | Bronisław Czech         | SNPTT Zakopane    | 50,0   | 53,5   | 208,7  |
| 2. (17.) | Franciszek Cukier       | Sokół Zakopane    | 53,0   | 51,5   | 202,1  |
| 3. (23.) | Władysław Mietelski     | TS Wisła Zakopane | 42,0   | 49,0   | 185,3  |
| 4. (25.) | Karol Gąsienica Szostak | SNPTT Zakopane    | 47,5   | 46,0   | 183,2  |
| 5. (27.) | Andrzej Krzeptowski I   | Sokół Zakopane    | 42,0   | 41,0   | 177,6  |
| 6. (29.) | Zygmunt Rajski          | TS Wisła Zakopane | 43,0   | 42,0   | 171,9  |
| 7. (31.) | Piotr Kolesar           | TS Wisła Zakopane | 39,0   | 41,0   | 170,4  |
| 8. (34.) | Władysław Żytkowicz     | SNPTT Zakopane    | 39,0   | 38,0   | 150,7  |

W konkursie wzięło udział 41 zawodników, w tym 11 Polaków. W nawiasach podano miejsce zajęte w zawodach z uwzględnieniem zagranicznych zawodników.
W zawodach o tytuł mistrza świata zwyciężył Sigmund Ruud, srebrny medal zdobył Kristian Johansson, a brązowy - Hans Kleppen (wszyscy trzej byli reprezentantami Norwegii).